# Erylus latens
Erylus latens is een sponzensoort uit de familie Geodiidae in de klasse gewone sponzen (Demospongiae).
De wetenschappelijke naam van de soort werd in 2007 gepubliceerd door Moraes & Muricy.